# Francisco Fiorentino
Francisco Fiorentino (* 23. September 1905 in Buenos Aires; † 11. September 1955) war ein argentinischer Tangosänger und Bandoneonist.

## Leben und Wirken
Fiorentino begann Bandoneon zu spielen auf einem Instrument, das ihm sein Bruder Vicente geschenkt hatte und studierte an dem von Minotto Di Cicco geleiteten Konservatorium. In den ersten Jahren seiner Laufbahn trat er mit seinem Bruder und einem Geiger in Cafés und Kinos in ganz Argentinien auf. 1929 engagierte ihn Francisco Canaro als Bandoneonist für sein Orchester, mit dem er auch als Refrainsänger (estribillista) auftrat. In den Folgejahren war er als Bandoneonist und Refrainsänger Mitglied der Orchester von Juan Carlos Cobián, Roberto Firpo, Pedro Maffia, Juan D’Arienzo, Roberto Zerrillo und Minotto Di Cicco.
Mit Zerrillos Orchester nahm er 1934 als Solosänger den Tango Serenata de amor (von Zerillo und Orestes Cúfaro) auf. Von 1937 bis 1944 gehörte Fiorentino dem Orchester Aníbal Troilos an. Danach gründete er ein eigenes Orchester mit Astor Piazolla als Arrangeur und Dirigent. Mit diesem nahm er 22 Titel auf; zwei weitere Aufnahmen entstanden mit Piazollas Nachfolger Ismael Spitalnik. Ende der 1940er Jahre gehörte Fiorentino u. a. den Formationen José Bassos und Alberto Manciones an 1951 schloss er sich in Uruguay einer von José Puglia und Edgardo Pedroza geleiteten Gruppe an, mit der im gleichen Jahr seine letzten Aufnahmen entstanden. Am 11. September 1955 kam Fiorentino bei einem Autounfall ums Leben.